# Liste der Schriften von Ernst Woit
Die Liste der Schriften von Ernst Woit ist ein Verzeichnis, geordnet nach Zweckbestimmung und Editionszeit, gestützt auf folgende Quellen:
- (DNB) = Online-Katalog der Deutschen Nationalbibliothek;[1]
- (BMG) = Bibliographie Militärgeschichte (1945–1995) des MGFA;[2]
- (SLUB) = Online-Katalog der Sächsische Landesbibliothek – Staats- und Universitätsbibliothek Dresden.[3]
- (SÄBI) = Sächsische Bibliografie;[4]
- Schriftenreihe DSS-Arbeitspapiere, vier Hefte: 50, 62, 100, 115;[5][6][7][8]

## Publikationen zur Friedensforschung

### Beiträge über eine Globale Friedensordnung (1996–2014)
- Friedliche Koexistenz statt Weltherrschaft der USA. Globalstrategische Aspekte des Kampfes um eine globale Friedensordnung. In: Frieden und andere Probleme in wechselseitiger Abhängigkeit. Beiträge zum 18. Dresdner Symposium Für eine Globale Friedensordnung. (Hrsg.) Dresdener Studiengemeinschaft Sicherheitspolitik e. V.: DSS-Arbeitspapiere, Heft 108, Dresden 2014, S. 43–52.
- (SLUB) Globale Friedensordnung oder Ressourcenkrieg. In: Die Weltwirtschaftskrise und der Frieden. (Hrsg.) Dresdener Studiengemeinschaft Sicherheitspolitik e. V.: DSS-Arbeitspapiere, Heft 97, Dresden 2010, S. 60–68. urn:nbn:de:bsz:14-qucosa2-339717
- (SLUB) Gegen Terrorismus und Krieg – für gemeinsame Sicherheit in einer gerechteren Welt. In: (Red.) Gegen Terror(ismus) und Krieg – Für gemeinsame Sicherheit und eine gerechte Welt. Beiträge zum Zehnten Dresdner Friedenssymposium am 16. Februar 2002:  (Hrsg.) Dresdener Studiengemeinschaft Sicherheitspolitik (DSS) e. V.: DSS-Arbeitspapiere, Heft 61, Dresden 2002, S. 4–30. urn:nbn:de:bsz:14-qucosa2-340191
- Irritierende Begriffe als Denkblockaden auf dem Weg zu einer globalen Friedensordnung. In: Chancen und Hindernisse auf dem Weg zu einer globalen Friedensordnung. Beiträge zum 5. Dresdner Symposium Für eine Globale Friedensordnung am 18. November 2000. (Hrsg.) Dresdener Studiengemeinschaft Sicherheitspolitik e. V.: DSS-Arbeitspapiere, Heft 57, Dresden 2001, S. 4–14.
- (SLUB) Friedens-Chancen angesichts begrenzter Natur-Ressourcen. In: Mit Herbert Hörz / Wolfgang Scheler (Red.): Gesellschaftliches Naturverhältnis und die Frage von Krieg und Frieden. Beiträge zum 3. Dresdner Symposium Für eine Globale Friedensordnung am 21. November 1998. (Hrsg.) Dresdener Studiengemeinschaft Sicherheitspolitik e. V.: DSS-Arbeitspapiere, Heft 45, Dresden 1999, 58 S.
- (SLUB) Gesellschaftliches Bewusstsein zwischen Friedenssehnsucht und Kriegsbereitschaft. In: Frieden konkret: Dialog der Zivilisationen – Kultur des Friedens. Beiträge zum Symposium der Internationalen Projektgruppe Globale Friedensordnung vom 14.–16. November 1997 in Dresden. (Hrsg.) Dresdener Studiengemeinschaft Sicherheitspolitik e. V.: DSS-Arbeitspapiere, Heft 41A, Dresden 1998, S. 43–53. urn:nbn:de:bsz:14-qucosa2-340413
- (DNB) (SLUB) Friedenschancen nach dem Epochenwechsel? In: Friedensordnung als Aufgabe der gegenwärtigen Epoche. In: Friedensordnung als Aufgabe der gegenwärtigen Epoche. Ausgewählte Beiträge vom Symposium der Internationalen Projektgruppe Globale Friedensordnung vom 15.–16. November 1996 in Dresden. In: (Hrsg.) Dresdener Studiengemeinschaft Sicherheitspolitik e. V.: DSS-Arbeitspapiere, Heft 32, Dresden 1997, S. 15–28.
- (DNB) Grundvoraussetzungen einer Entschärfung und friedlichen Lösung globaler Konfliktpotenziale. In: Zur Idee einer globalen Friedensordnung. Beiträge im Anschluss an Immanuel Kants Entwurf „Zum ewigen Frieden“. (Hrsg.) Dresdener Studiengemeinschaft Sicherheitspolitik (DSS) e. V.: DSS-Arbeitspapiere, Heft 31, Dresden 1997, S. 31–44.
- Grundvoraussetzungen einer Entschärfung und friedlichen Lösung globaler Konfliktpotentiale. In: Volker Bialas / H.-J. Häßler (Hrsg.): 200 Jahre Kants Entwurf „Zum ewigen Frieden“. Idee einer globalen Friedensordnung. Würzburg 1996.

### Beiträge über Militarismus in GSM- und DSS-Schriftenreihe (2007–2013)
- (DNB) Sprache als Mittel zur Rechtfertigung von Kriegen. (Hrsg.) Gesellschaft zum Schutz von Bürgerrecht und Menschenwürde e. V. (GSM): Reihe Europäisches Friedensforum, Nr. 116, Berlin 2013, 12 S.
- (DNB) Hightech-Militarismus und neues Söldnertum. (Hrsg.) Gesellschaft zum Schutz von Bürgerrecht und Menschenwürde e. V.: Reihe Europäisches Friedensforum, Nr. 107, Berlin 2013, 19 S.
- (DNB) Die Duldung von Kriegen überwinden. Beitrag zum Symposium „Frieden schaffen ohne Waffen“. In: (Hrsg.) Gesellschaft zum Schutz von Bürgerrecht und Menschenwürde e. V.: Reihe Europäisches Friedensforum, Nr. 74, Berlin 2010, 8 S.
- Söldner-Militarismus im 21. Jahrhundert. In: R.-M. Luedtke / Peter Strutynski (Hrsg.): Deutschland im Krieg. Transatlantischer Imperialismus, NATO und EU. Kassel 2009.
- (SLUB) Söldner-Militarismus im 21. Jahrhundert. In: Militarismus und Antimilitarismus heute. Beiträge zum 12. Dresdner Symposium Für eine Globale Friedensordnung am 17. November 2008. (Hrsg.) Dresdener Studiengemeinschaft Sicherheitspolitik e. V.: DSS-Arbeitspapiere, Heft 89, Dresden 2008, S. 32–40. urn:nbn:de:bsz:14-qucosa2-340329
- (SLUB) USA-Strategen über die wachsende ideologische Bedeutung der Religionen und ihren Einfluss auf die Möglichkeiten imperialistischer Kriegführung. In: (Hrsg.) Dresdener Studiengemeinschaft Sicherheitspolitik e. V.: DSS-Arbeitspapiere, Heft 83, Dresden 2007, S. 43–52. urn:nbn:de:bsz:14-qucosa2-340124

### Beiträge zum Völkerrecht (2000–2012)
- Das völkerrechtliche Verbot des Angriffskrieges und die von USA und NATO nach ihrem Sieg im Kalten Krieg geführten Aggressionskriege. In: Globale Machtordnung oder globale Friedensordnung? Beiträge zum 16. Dresdner Symposium Für eine Globale Friedensordnung am 19. November 2011. (Hrsg.) Dresdener Studiengemeinschaft Sicherheitspolitik e. V.: DSS-Arbeitspapiere, Heft 105, Dresden 2012, S. 16–24.
- Die Duldung von Kriegen überwinden. In: Frieden schaffen ohne Waffen. Beiträge zum 18. Dresdner Friedenssymposium am 20. Februar 2010. (Hrsg.) Dresdener Studiengemeinschaft Sicherheitspolitik e. V.: DSS-Arbeitspapiere, Heft 98, Dresden 2010, S. 24–28.
- Menschenrechte und bewaffnete Intervention. In: Gemeinsame Sicherheit – ein schwieriger Lernprozess. Prof. Dr. Rolf Lehmann zum 70. Geburtstag. (Hrsg.) Dresdener Studiengemeinschaft Sicherheitspolitik e. V.: DSS-Arbeitspapiere, Heft 70, Dresden 2004, S. 117–125. urn:nbn:de:bsz:14-qucosa2-340207
- Das Gewaltverbot der UNO-Charta und die aktuelle Praxis der UNO. In: Gewaltfrieden nach dem Willen der einzigen Weltmacht? Wege aus der Gefahr. Beiträge zum 11. Dresdner Friedenssymposium am 22. Februar 2003. (Hrsg.) Dresdener Studiengemeinschaft Sicherheitspolitik e. V.: DSS-Arbeitspapiere, Heft 65, Dresden 2003, S. 59–65.
- (SLUB) "Kollateralschäden" oder Kriegsverbrechen? Der NATO-Krieg gegen Jugoslawien und das Völkerrecht. In: (Red.) Völkerrecht und Rechtsbewusstsein für eine globale Friedensordnung. Beiträge zum 4. Dresdner Symposium Für eine Globale Friedensordnung. (Hrsg.) Dresdener Studiengemeinschaft Sicherheitspolitik e. V.: DSS-Arbeitspapiere, Heft 52, Dresden 2000, 64 S. urn:nbn:de:bsz:14-qucosa2-340176
- (SLUB) Anhang: Nie wieder Angriffskrieg! Zum Artikel 26 des Grundgesetzes. In: (Red.) Völkerrecht und Rechtsbewusstsein für eine globale Friedensordnung. Beiträge zum 4. Dresdner Symposium Für eine Globale Friedensordnung. (Hrsg.) Dresdener Studiengemeinschaft Sicherheitspolitik e. V.: DSS-Arbeitspapiere, Heft 52, Dresden 2000 S. 72–82. urn:nbn:de:bsz:14-qucosa2-340176

### Beiträge zur Analyse von Kriegen (1992–2011)
- (SLUB) Mit Horst Großmann / Ulrich Knappe / Wolfgang Scheler: Unhaltbares und Bewahrenswertes am marxistischen philosophischen Denken über Krieg und Frieden in der DDR. Eine wissenschaftliche Diskussion 2011. In: (Hrsg.) Dresdener Studiengemeinschaft Sicherheitspolitik e. V.: DSS-Arbeitspapiere, Heft 104, Dresden 2011, S. 85–110. urn:nbn:de:bsz:14-qucosa2-325681
- Zur Charakteristik von Krieg und Frieden in der gegenwärtigen Epoche. In: Die Friedensfrage in der gegenwärtigen Epoche. Beiträge zum 10. Dresdner Symposium Für eine Globale Friedensordnung am 19. November 2005. (Hrsg.) Dresdener Studiengemeinschaft Sicherheitspolitik e. V.: DSS-Arbeitspapiere, Heft 78, Dresden 2006, S. 3–21.
- (DNB) (SLUB) Mit Wolfgang Scheler (Hrsg.): Kriege zur Neuordnung der Welt. Imperialismus und Krieg nach dem Ende des Kalten Krieges. Kai Homilius Berlin 2004, 306 S.
- Zur Strategie und Ideologie der Rechtfertigung imperialistischer Kriege seit dem Ende des Kalten Krieges. In: Ernst Woit; Wolfgang Scheler (Hrsg.): Kriege zur Neuordnung der Welt. Berlin 2004.
- Zur Strategie und Ideologie der Rechtfertigung imperialistischer Kriege seit dem Ende des Kalten Krieges. In: Kriegsrechtfertigung heute. Beiträge zum 8. Dresdner Symposium Für eine Globale Friedensordnung am 29. November 2003.(Hrsg.) Dresdener Studiengemeinschaft Sicherheitspolitik e. V.: DSS-Arbeitspapiere, Heft 68, Dresden 2004, S. 6–21.
- Kriegsursachen – Kriegsverursacher – Kriegsmacher. In: (Hrsg.) Ralph-M. Luedtke / Peter Strutynski: Dem Krieg widerstehen. Beiträge zur Zivilisierung der Politik, Kassel 2001.
- Kriegsentwicklung, Kriegsschauplätze und Kriegsfolgen im 20. Jahrhundert. In: (Hrsg.) R.-M. Luedtke / Peter Strutynski: Nach dem Jahrhundert der Kriege. Alternativen der Friedensbewegung. Kassel 2000. Auch in: Kriegswelt. Topos, Heft 15, Napoli 2000, S. 69–85.
- Kriegsgefahren und Friedens-Chancen angesichts begrenzter Natur-Ressourcen. In: (Hrsg.) J. Klein / W. Triebel: Um des Friedens willen. Berlin 2000.
- Aspekte der Methodologie und Ideologie von Kriegsursachenforschung. In: Ethik und Sozialwissenschaften, Nr. 3, Opladen 1997.
- (SLUB) Philosophieren über Krieg und Frieden im Kalten Krieg. In: Militärwissenschaft in der DDR 1949 – 1990. Ideengeschichtliche Grundlagen, Erkenntnisstand und kritische Wertung. (Hrsg.) Dresdener Studiengemeinschaft Sicherheitspolitik e. V.: DSS-Arbeitspapiere, Heft 5, Dresden 1992, S. 56–64. urn:nbn:de:bsz:14-qucosa2-325572

### Beiträge über bewaffnete Konflikte, Krisen, Kriege (1998–2006)
- Der Iran in der Nahost-Strategie der USA. In: Zur Bewertung militärischer Optionen gegen das Nuklearprogramm des Iran. (Hrsg.) Dresdener Studiengemeinschaft Sicherheitspolitik e. V.: DSS-Arbeitspapiere, Heft 81, Dresden 2006, S. 16–22.
- (DNB) Ziele und Resultate des Krieges gegen den Irak. (Hrsg.) Gesellschaft zum Schutz von Bürgerrecht und Menschenwürde e. V.: Reihe Europäisches Friedensforum, Nr. 33, Berlin 2006, 12 S.
- Programmiert für neue Kolonialkriege. In: Gibt es in der Frage Krieg und Frieden noch den Westen? Beiträge zum 12. Dresdner Friedenssymposium am 14. Februar 2004. (Hrsg.) Dresdener Studiengemeinschaft Sicherheitspolitik e. V.: DSS-Arbeitspapiere, Heft 69, Dresden 2004, S. 30–34.
- Gegen Terrorismus und Krieg – Für gemeinsame Sicherheit in einer gerechteren Welt. In: Rüdiger Göbel (Hrsg.): Bomben auf Bagdad – nicht in unserem Namen. Berlin 2003, S. 77–110.
- Kolonialkriege für eine Neue Weltordnung. In: „Pax Americana“ oder gerechter Frieden. Beiträge zum 7. Dresdner Symposium Für eine Globale Friedensordnung am 23. November 2002. (Hrsg.) Dresdener Studiengemeinschaft Sicherheitspolitik e. V.: DSS-Arbeitspapiere, Heft 64, Dresden 2003, S. 7–18.
- Krieg für eine „Pax Americana“ – inszeniert als „Anti-Terror-Krieg“. In: Marxistische Blätter, Nr. 6, Essen 2002.
- Krieg für eine Pax Americana – inszeniert als Anti-Terror-Krieg. In: Ideen im Kampf um eine friedliche Welt. Beiträge zum 6. Dresdner Symposium Für eine Globale Friedensordnung am 24. November 2001. (Hrsg.) Dresdener Studiengemeinschaft Sicherheitspolitik e. V.: DSS-Arbeitspapiere, Heft 60, Dresden 2002, S. 29–44.
- NATO gegen Jugoslawien – Die ideologisch-psychologische Rechtfertigung des Krieges. In: Wolfgang Richter / Elmar Schmähling / E. Spoo (Hrsg.): Die Wahrheit über den NATO-Krieg gegen Jugoslawien. Schkeuditz 2000.
- (SLUB) „Kollateralschäden“ oder Kriegsverbrechen? Der NATO-Krieg gegen Jugoslawien und das Völkerrecht. In: (Red.) Völkerrecht und Rechtsbewusstsein für eine globale Friedensordnung. Beiträge zum 4. Dresdner Symposium Für eine Globale Friedensordnung. (Hrsg.) Dresdener Studiengemeinschaft Sicherheitspolitik e. V.: DSS-Arbeitspapiere, Heft 52, Dresden 2000, S. 72–82. urn:nbn:de:bsz:14-qucosa2-340176
- (SLUB) NATO gegen Jugoslawien – Der ideologisch-psychologische Teil des Krieges. In: Die Waffen nieder! Zum NATO-Krieg gegen Jugoslawien. (Hrsg.) Dresdener Studiengemeinschaft Sicherheitspolitik e. V.: DSS-Arbeitspapiere, Heft 47, Dresden 1999, S. 39–48. urn:nbn:de:bsz:14-qucosa2-324781
- Die „Irak-Krise“ oder: Faustrecht contra Völkerrecht. In: Marxistische Blätter, Essen 1998, Nr. 2.

## Beiträge zur Friedensbewegung und zu Menschenrechten

### Beiträge zur Friedensbewegung (1992–2005)
- (SLUB) Friedensphilosophie und Epoche-Verständnis. In: Philosophisches Denken über Krieg und Frieden. Umwälzende Einsichten an der Militärakademie und ihr Fortwirken in der Dresdener Studiengemeinschaft Sicherheitspolitik e. V. (Hrsg.) Dresdener Studiengemeinschaft Sicherheitspolitik e. V.: DSS-Arbeitspapiere, Heft 76, Dresden 2005, S. 52–62. urn:nbn:de:bsz:14-qucosa2-339867
- (SLUB) Mit Anderen: 10 Jahre Dresdener Studiengemeinschaft Sicherheitspolitik e. V. (DSS). In: Für Entmilitarisierung der Sicherheit. (Hrsg.) Dresdener Studiengemeinschaft Sicherheitspolitik e. V.: DSS-Arbeitspapiere, Heft 50, Dresden 2001, S. 59–122. urn:nbn:de:bsz:14-qucosa2-327003
- Objektives Spannungsverhältnis. Zur Dialektik von Verteidigungsbereitschaft und Friedensorientierung im Sozialismus-Versuch. In: E. Spoo / R. Butenschön (Hrsg.): Der Mensch & der Plan. Zur Jahrhundertbilanz des Kommunismus. Hamburg 2000.
- Pazifismus in den geistigen Kämpfen unserer Zeit. In: Berliner Dialog-Heft, Berlin 2000, Heft 3. Auch in: Helle Panke e. V. (Hrsg.): Philosophische Gespräche, Nr. 2., Berlin 2000, S. 5–21.
- (DNB) (SLUB) Pazifismus in den geistigen Kämpfen unserer Zeit. In: Mit Anneliese Feurich: Christliches Friedensengagement und Pazifismus in den geistigen Kämpfen unserer Zeit. (Hrsg.) Dresdener Studiengemeinschaft Sicherheitspolitik e. V.: DSS-Arbeitspapiere, Heft 56, Dresden 2001, S. 46–62. urn:nbn:de:bsz:14-qucosa2-325585
- Zu den Aufgaben der deutschen Friedensbewegung beim Übergang ins XXI. Jahrhundert. In: Frieden uns Krieg an der Schwelle zu einem neuen Jahrtausend. (Hrsg.) Dresdener Studiengemeinschaft Sicherheitspolitik e. V.: DSS-Arbeitspapiere, Heft 53, Dresden 2000, 64 S.
- Der Mensch ist doch kein bellizistisches Wesen! Gegen einen erneuten Kult des Krieges. In: Krieg im 21. Jahrhundert? Neue Herausforderungen für die Friedensbewegung. Beiträge zum 7. Dresdner Friedenssymposium am 13. Februar 1999: (Hrsg.) Dresdener Studiengemeinschaft Sicherheitspolitik (DSS) e. V.: DSS-Arbeitspapiere, Heft 46, Dresden 1999, 60 S.
- (DNB) (SLUB) (SÄBI) Friedensforschung in Dresden. Der Interdisziplinäre Arbeitskreis Friedensforschung Dresden (IAFD) 1989 – 1990. In: (Hrsg.) Dresdener Studiengemeinschaft Sicherheitspolitik e.V.: Rückblicke (9), DSS-Arbeitspapiere, Heft 42, Dresden 1998, 24 S. urn:nbn:de:bsz:14-qucosa2-390401
- Gesellschaftliches Bewusstsein zwischen Friedenssehnsucht und Kriegsbereitschaft. Massenkommunikative Aspekte einer Kultur des Friedens. In: (Hrsg.) Dresdener Studiengemeinschaft Sicherheitspolitik e. V.: DSS-Arbeitspapiere, Heft 41A, Dresden 1998, S. 43–53. urn:nbn:de:bsz:14-qucosa2-340413
- (SLUB) "... und nicht davor zurückschrecken, für den Frieden Krieg zu führen." Aspekte einer neuen Weltherrschaftsstrategie und Kriegsideologie. In: (Hrsg.) Dresdener Studiengemeinschaft Sicherheitspolitik e. V.: DSS-Arbeitspapiere, Heft 16, Dresden 1994, 35 S.
- „... und nicht davor zurückschrecken, für den Frieden Krieg zu führen“. Aspekte einer neuen Weltherrschaftsstrategie. Basel 1994. Auch in: PAX REPORT, Nr. 1–3, Berlin 1994.
- Philosophieren über Krieg und Frieden im Kalten Krieg. In: Militärwissenschaft in der DDR 1949–1990. (Hrsg.) Dresdener Studiengemeinschaft Sicherheitspolitik e. V.: DSS-Arbeitspapiere, Heft 5, Dresden 1992, S. 56–64. urn:nbn:de:bsz:14-qucosa2-325572

### Beiträge zu Menschenrechten bei der GSM und DSS (1993–2004)
- (SLUB) (SÄBI) Die Menschenrechte. Völkerrechtliche Normen und Realität. In: (Hrsg.) Gemeinschaft für Menschenrechte im Freistaat Sachsen (GMS) e. V.: Schriftenreihe, Nr. 11, Dresden 2004, 12 S.
- (SLUB) Mit Wolfgang Richter / Ulrich Albrecht: „Humanitäre Interventionen“ für Menschenrechte? Menschenrecht! Völkerrecht! Intervention? In: (Hrsg.) Gemeinschaft für Menschenrechte im Freistaat Sachsen (GMS) e. V.: Schriftenreihe, Nr. 9, Dresden 2001, 37 S.
- (SLUB) Auch mit Gewalt? – Wege und Irrwege zur Durchsetzung der Menschenrechte. In: (Hrsg.) Gemeinschaft für Menschenrechte im Freistaat Sachsen (GMS) e. V.: Schriftenreihe, Nr. 8, Dresden 2000, 12 S.
- (SLUB) Armut – Reichtum – Menschenrechte. In: (Hrsg.) Gemeinschaft für Menschenrechte im Freistaat Sachsen (GMS) e. V.: Schriftenreihe, Nr. 6, Dresden 1998, 19 S.
- (SLUB) (SÄBI) Die sozialen Menschenrechte – Verpflichtung und Wirklichkeit. In: (Hrsg.) Gemeinschaft für Menschenrechte im Freistaat Sachsen (GMS) e. V.: Schriftenreihe, Nr. 4, Dresden 1996, 10 S.
- (SLUB) (SÄBI) Forderungen internationaler Menschenrechtspakte. In: (Hrsg.) Gemeinschaft für Menschenrechte im Freistaat Sachsen (GMS) e. V.: Schriftenreihe, Nr. 2, Dresden 1995, 13 S.
- „Alle Menschenrechte für alle Menschen!“ Zu den Ergebnissen des Wiener Weltforums. In: PAX REPORT, Nr. 7–8, Berlin 1993. Auch in: Unsere Welt, Basel 1993, Nr. 5.

## Publikationen über Globalstrategie und Geopolitik

### Beiträge zur Globalstrategie Chinas (2012)
- Chinas Globalstrategie der friedlichen Koexistenz und die Krise der imperialistischen Globalstrategie des Westens. In: Der Aufstieg Chinas zur Weltmacht und die Chancen für eine globale Friedensordnung. Beiträge zum 17. Dresdner Symposium Für eine globale Friedensordnung am 17. November 2012. (Hrsg.) Dresdener Studiengemeinschaft Sicherheitspolitik e. V.: DSS-Arbeitspapiere, Heft 106, Dresden 2012, S. 60–68. urn:nbn:de:bsz:14-qucosa2-339874

### Beiträge zur Globalstrategie der USA (1999–2011)
- Das Scheitern der Weltherrschaftskriege des US-Imperialismus und die Veränderung des globalen Kräfteverhältnisses in der Krieg-Frieden-Frage. In: Multipolare kollektive Sicherheit statt Pax americana. Beiträge zum 15. Dresdner Symposium Für eine Globale Friedensordnung am 20. November 2010. (Hrsg.) Dresdener Studiengemeinschaft Sicherheitspolitik e. V.: DSS-Arbeitspapiere, Heft 101, Dresden 2011, S. 4–14.
- (SLUB) (SÄBI) Globalstrategische Ambitionen der Gewinner des Kalten Krieges. In: Für Entmilitarisierung der Sicherheit. 20 Jahre Dresdener Studiengemeinschaft Sicherheitspolitik e. V. (DSS). (Hrsg.) Dresdener Studiengemeinschaft Sicherheitspolitik e. V.: DSS-Arbeitspapiere, Heft 100. Dresden 2010, S. 66–79. urn:nbn:de:bsz:14-qucosa2-327018
- (SLUB) Die USA-Strategen über die wachsende ideologische Bedeutung der Religionen und ihren Einfluss auf die Möglichkeiten imperialistischer Kriegführung. In: Ideologie des neuen Imperialismus und ihre Positionen zu Krieg und Frieden. Beiträge zum 11. Dresdner Symposium Für eine globale Friedensordnung am 18. November 2006 (Hrsg.) Dresdener Studiengemeinschaft Sicherheitspolitik e. V.: DSS-Arbeitspapiere, Heft 83, Dresden 2007, S. 43–52. urn:nbn:de:bsz:14-qucosa2-340124
- Die USA-Hegemonie und ihre Krise. In: Marxistische Blätter, Nr. 4., Essen 2007.
- Weltherrschaft oder Koexistenz? Die Strategiediskussion in den USA. In: Marxistische Blätter, Nr. 1, Essen 1999.

### Beiträge zu Strategien in der NATO, EU und Deutschland (1996–2013)
- (DNB) Der „professionelle Kämpfer“ als neues Leitbild der Bundeswehr. (Hrsg.) Gesellschaft zum Schutz von Bürgerrecht und Menschenwürde e. V. (GBM): Reihe Europäisches Friedensforum, Nr. 125, Berlin 2013, 8 S.
- (SLUB) Der „professionelle Kämpfer“ als neues Leitbild der Bundeswehr. In: Die Neuausrichtung der Bundeswehr – Position und Opposition. (Hrsg.) Dresdener Studiengemeinschaft Sicherheitspolitik (DSS) e. V.: DSS-Arbeitspapiere, Heft 107, Dresden 2013, S. 30–36. urn:nbn:de:bsz:14-qucosa2-324662
- Teilhabe an der Weltherrschaft als Ziel. Zur Geostrategie und Militärpolitik des heutigen deutschen Imperialismus. In: Die Planung weltweiter Interventionskriege, das Völkerrecht und die Zukunft der Menschheit. Beiträge zum 13. Dresdner Friedenssymposium am 12. Februar 2005. (Hrsg.) Dresdener Studiengemeinschaft Sicherheitspolitik (DSS) e. V.: DSS-Arbeitspapiere, Heft 74, Dresden 2005, S. 26–35.
- Geostrategische und ideologische Aspekte der EU-Integration Europas. In: Die europäische Integration und der Frieden. Beiträge zum 9. Dresdner Symposium Für eine Globale Friedensordnung am 27. November 2004. (Hrsg.) Dresdener Studiengemeinschaft Sicherheitspolitik e. V.: DSS-Arbeitspapiere, Heft 73, Dresden 2005, S. 5–16.
- (SLUB) Osterweiterung der NATO. Interessen, Ziele, Konsequenzen. In: NATO und NATO-Osterweiterung – pro und contra. (Hrsg.) Dresdener Studiengemeinschaft Sicherheitspolitik (DSS) e. V.: DSS-Arbeitspapiere, Heft 25, Dresden 1996, S. 34–40. urn:nbn:de:bsz:14-qucosa2-706871

### Beiträge zu Nuklearstrategien (2005–2009)
- (SLUB) Die Gefahr des nuklearen Omnizids und der subjektive Faktor Mensch. In: Atomwaffen und Menschheitszukunft. Beiträge zum 13. Dresdner Symposium Für eine Globale Friedensordnung am 15. November 2008. (Hrsg.) Dresdener Studiengemeinschaft Sicherheitspolitik e. V.: DSS-Arbeitspapiere, Heft 93, Dresden 2009, S. 14–23. urn:nbn:de:bsz:14-qucosa2-340349
- Vor 60 Jahren: Erster atomarer Massenmord. In: Marxistische Blätter, Nr. 3 Essen 2005.

## Beiträge zum Krieg-Frieden-Denken in der DDR

### Herausgeber zum Kolloquium „Friedenskampf“ (1981–1990)
(Beiträge zum Kolloquium der Sektion Philosophie und Kulturwissenschaften der Technischen Universität Dresden: Herausgegeben von der Zentralstelle für Philosophische Information und Dokumentation (ZPhID) am Institut für Marxistisch-Leninistische Philosophie der Akademie für Gesellschaftswissenschaften beim ZK der SED, Berlin.)
- (DNB) (SLUB) Redaktion und Hrsg.: Geistige Voraussetzungen einer Entmilitarisierung europäischer Politik. 7. Dresdner Kolloquium zu Philosophisch-Weltanschaulichen Fragen des Friedenskampfes am 27. Juni 1990. In: (hg. ZPhID) Aus dem philosophischen Leben der DDR, Heft 25, Berlin 1990, 48 S.
- (SLUB) Redaktion und Hrsg.: Verantwortung für den Frieden in den geistigen Kämpfen unserer Zeit. 6. Dresdner Kolloquium zu Philosophisch-Weltanschaulichen Fragen des Friedenskampfes am 15. Juni 1989. In: (hg. ZPhID) Aus dem philosophischen Leben der DDR, Heft 25, Berlin 1990, 43 S.
- (DNB) Hrsg.: Friedenskampf in unserer Zeit und das Problem der Ideologie. 5. Dresdner Kolloquium zu Philosophisch-Weltanschaulichen Fragen des Friedenskampfes am 30. Juli 1988. In: (hg. ZPhID) Aus dem philosophischen Leben der DDR, Heft 9, Berlin 1989, 72 S.
- (DNB) (SLUB) Hrsg.: Epoche – Bewusstsein – Friedenskampf. 4. Dresdener Kolloquium zu Philosophisch-Weltanschaulichen Fragen des Friedenskampfes am 10. Juli 1987. In: (hg. ZPhID) Aus dem philosophischen Leben der DDR, Heft 3, Berlin 1988, 47 S.
- (DNB) Automatisierung und globale Probleme der Menschheitsentwicklung. Beiträge der wissenschaftlichen Konferenz mit internationaler Beteiligung „PHIL.-HIST.'87“ vom 11.–13. November 1987 an der Technischen Universität Dresden. In: (hg. ZPhID) Berlin 1988, 53 S.
- (DNB) Hrsg.: Philosophie und Politik im nicht-marxistischen Friedens-Engagement. 3. Dresdner Kolloquium zu Philosophisch-Weltanschaulichen Fragen des Friedenskampfes am 28. Mai 1986. In: (hg. ZPhID) Aus dem philosophischen Leben der DDR, Heft 3, Berlin 1987, 62 S.
- (DNB) Hrsg.: Frieden contra „Frieden“. Zur Auseinandersetzung mit der imperialistischen Friedensdemagogie und ihren philosophisch-weltanschaulichen Grundlagen. 2. Dresdner Kolloquium zu Philosophisch-Weltanschaulichen Fragen des Friedenskampfes am 29. Mai 1985. In: (hg. ZPhID) Aus dem philosophischen Leben der DDR, Heft 6, Berlin 1986, 59 S.
- (DNB) (SLUB) Hrsg.: Humanismus – Friedenskampf – Verteidigungsbereitschaft. [1.] Dresdner Kolloquium zu Philosophisch-Weltanschaulichen Fragen des Friedenskampfes am 30. Mai 1984. In: (hg. ZPhID) Aus dem philosophischen Leben der DDR, Heft 9, Berlin 1985, 46 S. Siehe auch: Rezension mit Helga Petzold. In: DZPh, Heft 3, Berlin 1986, S. 261–263.
- Zur Reflexion der Problematik Technik – Krieg – Frieden im spätbürgerlichen Weltanschauungsdenken. In: (hg. ZPhID) Aus dem philosophischen Leben der DDR, Heft 2, Berlin 1981.

### Beiträge für die Deutsche Zeitschrift für Philosophie (1982–1988)
- (SLUB) Automatisierung – Systemauseinandersetzung – Menschheitszukunft. In: DZPh, Nr. 7, Berlin 1987. Auch in: Konservatismus-Forschung, Heft 8, Jena 1988.
- Der Konservatismus in der Auseinandersetzung um Krieg und Frieden (Thesen). In: DZPh, Heft 2, Berlin 1987.
- (SLUB) Systemantagonismus und Weltfrieden. In: DZPh, Heft 12, Berlin 1986.
- (SLUB) Mit Helga Petzoldt: Friedensstrategie contra Friedensdemagogie. In: DZPh, Heft 12, Berlin 1986, S. 261–263.
- (SLUB) Angst – Bedrohung – Friedenssicherung. In: DZPh, Heft 3, Berlin 1984.
- (SLUB) Technik – Krieg – Frieden in der spätbürgerlichen Philosophie. In: DZPh, Nr. 3, Berlin 1983.
- Diskussionen um die Lebensfrage der Menschheit. In: DZPh, Heft 10, Berlin 1982.

### Beiträge als Hochschullehrer an der TU Dresden (1980–1986)
- „Koalition der Vernunft“ und Kampf zwischen proletarischer und bürgerlicher Ideologie. In: Beiträge zur Kritik der bürgerlichen Philosophie und Gesellschaftstheorie, Heft 6, Halle/Saale 1986.
- (SLUB) Humanismus – Friedenskampf – Verteidigungsbereitschaft. In: Argumente, Informationen, Tatsachen. (Hrsg.) SED-Bezirksparteiorganisation Dresden, Dresden 1985, 24 S.
- Spätbürgerliches Philosophieren über „Sachzwänge“ und die Friedensfrage. In: Wissenschaftliche Zeitschrift der Technischen Universität Dresden, Heft 6, Dresden 1980.
- Positionen spätbürgerlichen Philosophierens über Krieg und Frieden in unserer Zeit. In: Wissenschaftliche Zeitschrift der Technischen Universität Dresden, Heft 1, Dresden 1980.

### Beiträge als Hochschullehrer an der Militärakademie (1966–1977)
- (DNB) Vorwort und wissenschaftliche Redaktion der deutschen Ausgabe. In: I. A. Selesnjow: Krieg und ideologischer Kampf. Übersetzung aus dem Russischen von Karl-Heinz Kregelin / Friedrich Franke. (Hrsg.) Militärverlag der DDR, Berlin 1976, 174 S. Sowie 2. Auflage, Berlin 1976, 189 S.
- (DNB) W. I. Lenin über die spezielle militärpolitische Aufklärungsarbeit unter den Angehörigen imperialistischer Streitkräfte. Studienmaterial. (Hrsg.) Militärakademie „Friedrich Engels“, Dresden 1973, 27 S. Sowie 2., überarbeitete Auflage, Dresden 1977, 27 S.
- (BMG) Auf wen sie schießen sollen. Zum antikommunistischen Feindbild der Bundeswehr. In: Mitteilungsblatt der Arbeitsgemeinschaft ehemaliger Offiziere, Nr. 6, Berlin 1971, S. 5–8.
- (BMG) Die heutige Bundeswehr und ihr Feindbild. In: Monatszeitschrift Militärwesen, Nr. 5/6, Berlin 1971, S. 649–661.
- (BMG) DDR und NVA im Feindbild der Bundeswehr. In: Monatszeitschrift Militärwesen, Nr. 11, Berlin 1969, S. 1531–1543.
- (DNB) (BMG) Das veränderte Kräfteverhältnis in Deutschland und die seit 1961 verstärkt gegen die Nationale Volksarmee der DDR gerichtete antikommunistische Feindbild-Propaganda der Bundeswehr. Studie. Phil. Dissertation (Ms.), Leipzig 1967, II, 222 Bl.
- Zu einigen Aspekten der jüngsten Revolution im Militärwesen. In: Beiträge für das gesellschaftswissenschaftliche Grundstudium für Hoch- und Fachschullehrer, Leipzig 1966, Nr. 3.